# 延安市
延安市（えんあん-し）は、中華人民共和国陝西省に位置する地級市。1937年から1947年まで中国共産党中央委員会が置かれ、この期間中に毛沢東の党内主導権が確立したことから、共産革命の聖地とされる。

## 地理
延安は陝西省の北部の黄土高原地帯に位置し、現在の気候は大陸性気候で四季ははっきりとしているものの乾燥している。黄河本流最大級の滝の壷口瀑布がある。

## 歴史

### 成立
延安の地は古くは異民族による国家が存在しており、康王二十五年の青銅器小盂鼎に「盂攻鬼方」とあり、鬼方が現在の延安付近を示すとされる（周易）。
春秋時代には白狄と呼ばれる放牧を主な生業としていた少数民族の支配地域となり、晋の重耳が流浪して現在の延安の地にたどり着いたという。
戦国時代に入ると秦と魏の抗争の場となり、一帯を領有した秦は高奴県を設置した。ほぼ現在の延安市に相当すると推定されている。
秦による統一後も、咸陽あるいは長安の北辺の防衛拠点として重要な位置にあり、引き続き高奴県が設置されている。漢代にも引き続き高奴県は設置されており、『漢書』地理志には「高奴県有洧水、肥可燃」とある。これが中国の史書における石油の記述の初出であるとされる。その後、554年に西魏により延州が設置された。
隋代に延州は延安郡と改称された。これより後、この地は延州と呼ばれることになる。
北宋は延安府を設置、明末には農民反乱の拠点となり高迎祥・李自成・張献忠などが延安地区を拠点に反明活動を行った。清朝は明朝の制度を踏襲、延安府の下に3州（鄜州、綏徳州、葭州）、16県（膚施、安塞、甘泉、安定、保安、宜川、延川、延長、清澗、洛川、中部、宜君、米脂、呉堡、神木、府谷）を管轄した。雍正年間になると鄜州と綏徳州は直隷州に昇格、延安府の管轄は8県（膚施、安塞、甘泉、安定、保安、宜川、延川、延長）。とされ、乾隆年間に定辺県及び靖辺の2県がその管轄とされた。清代の事跡としては同治年間に張宗禹による農民反乱が発生、左宗棠により鎮圧された事件、清末に延長石油官廠を設置し、中国における初めての油田開発が行われている。
中華民国が成立すると1913年（民国2年）、市域には陝西省楡林道が設置された。1928年（民国17年）に道制が廃止されると各県は省直轄とされたが、1935年（民国24年）9月に行政督察区制度が施行されると北部は第2、南部は第3行政督察区の管轄区とされた。

### 革命の拠点
長征の最終目的地となった呉旗鎮（1935年10月到達）から保安を経て、1937年から1947年まで中国共産党中央委員会が置かれ、毛沢東が延安の窰洞を拠点に抗日戦線の指揮を行った。また、『新民主主義論』『持久戦論』『文芸講話』『連合政府論』など、毛沢東の主要著作とされる論文執筆をおこなった。これらの事跡によって革命の聖地とされている。
延安地区に中国共産党による組織が設置されたのは1926年（民国15年）、李象九や謝子長による宜川軍第一、第二支部が陝西省立第四中学に「延安特別支部」を設置したことに始まる。1930年代にかけての反蔣介石闘争の結果、陝甘辺区及び陝北辺区を設置、1935年（民国24年）には陝甘省と陝北省を称している。同年から開始された長征により1936年（民国25年）6月、毛沢東率いる中国工農紅軍陝甘支隊が延安に入城、1937年には陝甘寧辺区が、同年10月には延安市政府が成立し辺区政府直轄となっている。その後1940年代にかけ共産党による抗日軍政大学、魯迅芸術学院、陝北公学、延安大学など思想面の強化も含めて根拠地建設が進んだ。共産党はこの地で「整風運動」と呼ばれる思想統制運動を行っている。1940年12月には延安新華広播電台（現在の中国国際放送）が設置された。1942年（民国31年）1月には行政督察専署が設置され延安市（1949年に延安県と改められた）、鄜県、甘泉県、志丹県、安塞県、子長県、延川県、延長県、固臨県の1市8県を管轄した。1946年8月2日、延安は内戦の中で国民政府軍から空爆を受ける。1949年5月、陝北行政区を設置、楡林、三辺、綏徳、黄竜の4分区及び延安、延長、延川、子長、安塞、志丹、甘泉の直轄県を統括した。

### 中華人民共和国時代
1950年5月、陝北行政公署は廃止となり延安分区行政督察専署が新設され、延安、延長、安塞、志丹、呉旗、甘泉、鄜、洛川、宜川、黄陵、宜君、黄竜の12県を管轄した。同年10月、延安専署と改称された。1969年9月には延安地区と改称されている。1996年11月、延安地区が地級市の延安市に改編され現在に至る。その際に県級市の延安市（1970年成立）は宝塔区に改編されている。近年は、石炭、石油、天然ガスなど地下資源の開発が進み、旧延安市部分（宝塔区）は都市化が急速に進行し、抗日戦争時代の面影はかなり薄れている。

## 行政区画
2市轄区・1県級市・10県を管轄する。
- 市轄区：
  - 宝塔区・安塞区
- 県級市：
  - 子長市
- 県：
  - 延長県・延川県・志丹県・呉起県・甘泉県・富県・黄陵県・洛川県・黄竜県・宜川県

| 延安市の地図                                                                             |
| ---------------------------------------------------------------------------------------- |
| 宝塔区 安塞区 延長県 延川県 子長市 志丹県 呉起県 甘泉県 富県 洛川県 宜川県 黄竜県 黄陵県 |

### 年表
この節の出典

#### 陝北行政区
- 1949年10月1日 - 中華人民共和国陝西省陝北行政区が成立。延安県・延長県・延川県・子長県・安塞県・志丹県・甘泉県・靖辺県・定辺県を直轄する。(9県)
- 1950年5月2日 
  - 延安県・甘泉県・安塞県・志丹県・延長県が延安専区に編入。
  - 定辺県・靖辺県が楡林専区に編入。
  - 子長県・延川県が綏徳専区に編入。

#### 陝北行政区黄竜分区
- 1949年10月1日 - 中華人民共和国陝西省陝北行政区黄竜分区が成立。宜川県・洛川県・黄陵県・黄竜県・宜君県・鄜県が発足。(6県)
- 1950年5月2日 - 宜川県・洛川県・黄陵県・黄竜県・宜君県・鄜県が延安専区に編入。

#### 延安地区
- 1950年5月2日 - 陝北行政区延安県・甘泉県・安塞県・志丹県・延長県、陝北行政区黄竜分区宜川県・洛川県・黄陵県・黄竜県・宜君県・鄜県を編入。延安専区が成立。(12県)
  - 志丹県の一部が楡林専区靖辺県・定辺県の各一部と合併し、呉旗県が発足。
- 1956年3月 (12県)
  - 黄竜県の一部が渭南専区澄城県に編入。
  - 志丹県の一部が呉旗県・安塞県、楡林専区靖辺県に分割編入。
  - 呉旗県、楡林専区靖辺県の各一部が志丹県に編入。
  - 鄜県の一部が黄陵県に編入。
  - 洛川県の一部が鄜県・黄竜県に分割編入。
  - 黄竜県・黄陵県の各一部が洛川県に編入。
  - 黄竜県の一部が宜川県に編入。
  - 宜君県の一部が黄陵県に編入。
- 1956年7月 - 黄竜県の一部が渭南専区韓城県に編入。(12県)
- 1956年8月 - 宜君県の一部が銅川県に編入。(12県)
- 1956年9月11日 - 綏徳専区子長県・延川県を編入。(14県)
- 1956年12月 - 呉旗県の一部が楡林専区定辺県に編入。(14県)
- 1957年1月 - 黄竜県の一部が白水県に編入。(14県)
- 1958年11月21日 (7県)
  - 延川県が延長県に編入。
  - 宜君県が黄陵県・銅川市に分割編入。
  - 甘泉県が延安県に編入。
  - 呉旗県が志丹県に編入。
  - 鄜県が洛川県に編入。
  - 安塞県が延安県・志丹県・子長県に分割編入。
  - 黄竜県が宜川県・洛川県・韓城県に分割編入。
- 1961年8月16日 (14県)
  - 延長県の一部が分立し、延川県が発足。
  - 洛川県の一部が分立し、鄜県が発足。
  - 子長県・延安県の各一部が合併し、安塞県が発足。
  - 志丹県の一部が分立し、呉旗県が発足。
  - 黄陵県の一部が分立し、宜君県が発足。
  - 延安県の一部が分立し、甘泉県が発足。
  - 宜川県・洛川県の各一部が韓城県の一部と合併し、黄竜県が発足。
- 1961年9月 - 宜川県、渭南専区韓城県の各一部が黄竜県に編入。(14県)
- 1962年7月 - 宜川県、渭南専区韓城県の各一部が黄竜県に編入。(14県)
- 1963年2月11日 - 黄陵県の一部が甘粛省慶陽専区寧県に編入。(14県)
- 1964年6月 - 渭南専区銅川市の一部が宜君県に編入。(14県)
- 1964年8月29日 - 鄜県が富県に改称。(14県)
- 1965年5月 - 渭南専区銅川市の一部が宜君県に編入。(14県)
- 1969年10月 - 延安専区が延安地区に改称。(14県)
- 1972年2月7日 - 延安県の一部が分立し、延安市が発足。(1市14県)
- 1975年8月16日 - 延安県が延安市に編入。(1市13県)
- 1983年9月9日 - 宜君県が銅川市に編入。(1市12県)
- 1996年11月5日 - 延安地区が地級市の延安市に昇格。

#### 延安市
- 1996年11月5日 - 延安地区が地級市の延安市に昇格。(1区12県)
  - 延安市が区制施行し、宝塔区となる。
- 2005年10月17日 - 呉旗県が呉起県に改称。(1区12県)
- 2016年6月8日 - 安塞県が区制施行し、安塞区となる。(2区11県)
- 2019年7月12日 - 子長県が市制施行し、子長市となる。(2区1市10県)

## 交通
空港
- 延安南泥湾空港（中国語版）からは北京、西安、上海、広州、重慶と空路で結ばれている。

鉄道
- 神延線（中国語版）（楡林市神木市 - 延安市）
- 西延線（中国語版）（西安市 - 延安市）
- 包西線（包頭市 - 西安市）

道路
- G210国道
- G309国道

## 観光
- 延安革命記念館、中共中央書記処旧跡、毛沢東旧居など、革命関連の観光地がある。
- 黄帝陵、宝塔山、延安民族文化村、洛川民族博物館など、歴史・文化関連の観光地がある。

## 延安を舞台にした作品
池谷薫監督のドキュメンタリー映画『延安の娘』は、文化大革命時の下放政策が残した悲劇を描いている。